# Michal Broš
Michal Broš (* 25. Januar 1976 in Olomouc, Tschechoslowakei) ist ein ehemaliger tschechischer Eishockeyspieler, der unter anderem für den HC Sparta Prag, BK Mladá Boleslav, HC Olomouc und HC Vsetín  in der tschechischen Extraliga aktiv war. Seit 2017 ist er Sportmanager bei Sparta Prag.

## Karriere

### Club-Karriere

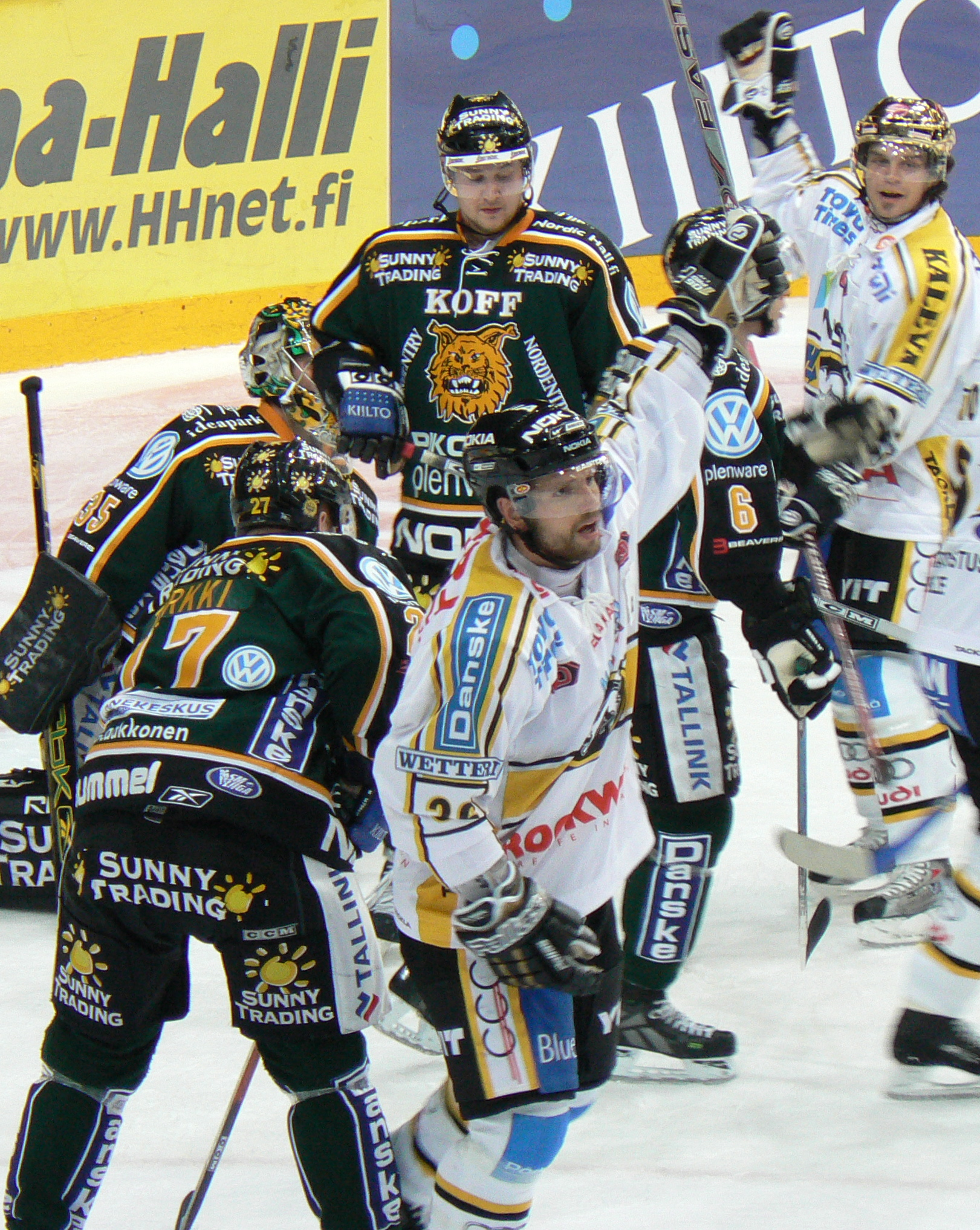
Michal Broš (Mitte) nach einem Torerfolg für Oulun Kärpät

Michal Broš begann seine Karriere 1995 beim HC Olomouc, für den er zwei Jahre in der tschechischen Extraliga spielte. Während des NHL Entry Draft 1995 wurde Broš von den San Jose Sharks in der fünften Runde an 130. Stelle und beim CHL Import Draft desselben Jahres von Sarnia Sting als insgesamt 23. Spieler ausgewählt, verblieb aber bei seinem Heimatverein. 1997 wechselte er zum HC Vsetín, mit dem er 1998  die tschechische Meisterschaft gewann. Ab 1999 spielte er sechs Spielzeiten für den HC Sparta Prag, mit dem er 1999, 2000 und 2002 tschechischer Meister wurde. Während des NHL Expansion Draft 2000 wurde Broš von den Minnesota Wild ausgewählt, aber erneut nicht unter Vertrag genommen. Nach diesen Erfolgen unterschrieb er 2005 einen Vertrag bei Oulun Kärpät aus der finnischen SM-liiga, wo er seine Punkteausbeute von Jahr zu Jahr steigerte und am Ende der Saison 2006/07 den finnischen Meistertitel gewann. Ein Jahr später konnte er mit seinen Mannschaftskameraden diesen Erfolg wiederholen. Nach diesem Erfolg kehrte er nach Tschechien zurück und wurde vom HC Sparta Prag unter Vertrag genommen.
Bei Sparta gehörte er in den folgenden Jahren zu den Leistungsträgern und führte die Mannschaft zwischen 2011 und 2013 als Kapitän aufs Eis. Anschließend lief sein Vertrag aus und Broš wechselte in die zweite tschechische Spielklasse, die 1. Liga, zum BK Mladá Boleslav. Mit seinem neuen Team schaffte er in der Extraliga-Qualifikation den Wiederaufstieg in die höchste Spielklasse.
Nach der Saison 2014/15 beendete er seine Spielerkarriere.
Seit 2017 ist Michal Broš Sportmanager beim HC Sparta Prag.

### International
Michal Broš konnte neben seinen Erfolgen auf Vereinsebene auch bei internationalen Titelkämpfen überzeugen: Zunächst nahm er mit dem tschechischen Nachwuchs an der Junioren-Weltmeisterschaft 1995 teil. Für die tschechische Nationalmannschaft absolvierte er die Weltmeisterschaften 2000 und 2002 und gewann dabei 2000 die Goldmedaille. Zudem spielte er mehrfach bei der Euro Hockey Tour. Insgesamt absolvierte Broš 47 Länderspiele, in denen er drei Tore erzielte.

## Erfolge und Auszeichnungen
- Gewinn der Weltmeisterschaft 2000
- Tschechischer Meister 1998, 1999, 2000 und 2002
- Finnischer Meister 2007 und 2008
- Topscorer und Top-Vorlagengeber der Extraliga-Playoffs 2001/02
- Aufstieg in die Extraliga mit dem BK Mladá Boleslav 2014